# Leszek Krowicki
Leszek Krowicki (* 9. November 1957 in Danzig) ist ein ehemaliger polnischer Handballspieler und jetziger Handballtrainer.

## Karriere
Als Spieler wurde Krowicki mit Wybrzeże Gdańsk zweimal polnischer Meister und gehörte der polnischen Nationalmannschaft an. Ein Wechsel des Linksaußen nach Deutschland oder Österreich zerschlug sich. Daraufhin beendete er seine Spielerkarriere im Alter von 28 Jahren und arbeitete kurzzeitig als Sportjournalist, u. a. bei der Handball-Weltmeisterschaft der Männer 1986.
Als Trainer begann er seine Karriere in Polen bei Start Gdańsk und war ein Jahr später als Co-Trainer der polnischen Frauennationalmannschaft tätig. 1989 ergab sich die Möglichkeit, beim deutschen Drittligisten HSG Verden-Aller noch einmal als Spielertrainer aktiv zu werden. Danach trainierte er die Damen des TuS Walle Bremen, die niederländische Nationalmannschaft, die TSG Bielefeld und den Buxtehuder SV. Mit Walle Bremen wurde er zwischen 1990 und 1995 drei Mal deutscher Meister und je einmal Pokalsieger und Europapokalsieger. 1994 gewann er mit Bremen das Triple: DHB-Pokal, Deutsche Meisterschaft und Europapokal. Von der Buxtehuder Vereinsführung wurde er im April 2004 nach einem Vorfall kurzfristig beurlaubt. Während seiner Tätigkeit beim BSV war Krowicki 2001 Interimstrainer der deutschen Frauennationalmannschaft. Musste dieses Amt jedoch wieder abgeben, da sich der Ligaausschuss gegen diese Doppelfunktion aussprach. Von 2005 bis 2017 trainierte er die Frauenmannschaft des Bundesligisten VfL Oldenburg. Ab dem 1. September 2016 bis zum 19. Juli 2019 trainierte er die polnische Frauen-Nationalmannschaft. In der Saison 2021/22 trainiert er die Herrenmannschaft vom TV Cloppenburg, die in der 3. Liga antritt.
Der Diplom-Handballtrainer und Journalist ist verheiratet und hat eine Tochter sowie einen Sohn.

## Erfolge als Spieler
- 2× polnischer Meister mit Wybrzeże Gdańsk (1984, 1985)
- 3× polnischer Vizemeister mit Wybrzeże Gdańsk
- B-Weltmeister 1981 in Frankreich mit der polnischen Nationalmannschaft

## Erfolge als Trainer
- 3× Deutscher Meister mit TuS Walle Bremen (1991, 1992, 1994)
- 4× DHB-Pokal mit TuS Walle Bremen (1993, 1994) und VfL Oldenburg (2009, 2012)
- 1× Europapokalsieger mit TuS Walle Bremen (1994)
- 1× Vize-Meister mit dem Buxtehuder SV (2003)
- 1× EHF Challenge Cup mit dem VfL Oldenburg (2008)
- Supercup 2009